# Giovanni Vincenzo Acquaviva d'Aragona
Giovanni Vincenzo Acquaviva d'Aragona (né à Naples, alors dans le royaume de Naples entre 1490 et 1495 et mort à Itri le 18 août 1546) est un cardinal italien.
Il est le grand-oncle des cardinaux Giulio Acquaviva d'Aragona (1570) et Ottavio Acquaviva d'Aragona, seniore (1591). Les autres cardinaux de la famille sont Ottavio Acquaviva d'Aragona, iuniore (1654), Francesco Acquaviva d'Aragona (1706), Troiano Acquaviva d'Aragona (1732) et Pasquale Acquaviva d'Aragona (1770).

## Biographie
Giovanni Vincenzo Acquaviva d'Aragona est élu évêque de Melfi et Rapolla en 1537. Il est nommé archiprêtre de Santa Maria in Platea di San Flaviano en 1537 et préfet du Château Saint-Ange en 1542.
Il est créé cardinal par le pape Paul III lors du consistoire du 2 juin 1542 .